# Lasertube
 (mai 2015).
Si vous disposez d'ouvrages ou d'articles de référence ou si vous connaissez des sites web de qualité traitant du thème abordé ici, merci de compléter l'article en donnant les références utiles à sa vérifiabilité et en les liant à la section « Notes et références ».
Le  lasertube est une technique de découpe laser, appliquée au travail du tube, qui a révolutionné les processus de production traditionnels ouvrant ainsi de nouveaux espaces pour plus d’efficacité et de valeur ajoutée dans l’usinage des tubes.

## Avantages du lasertube
La technique lasertube permet :
- d’obtenir en un seul cycle de travail une pièce tubulaire finie, complète de toutes les opérations de coupe demandées, éliminant ainsi toutes les traditionnelles opérations de coupe, ébavurage, poinçonnage, chanfreinage, encastrement et enlèvement de matière réalisées sur des machines différentes ;
- d’obtenir une réduction importante du temps de cycle global allant jusqu’à 70 % ; en général, plus la pièce est complexe, plus la différence par rapport aux moyens traditionnels est importante.
- d’éliminer totalement les outillages : le faisceau laser étant un outil universel ;
- permet de changer très facilement et rapidement la géométrie de coupe, de réduire les coûts et les temps de changement de production, d’éliminer le stock d’outillages et de rendre économiques même les petits lots de production (dizaine ou centaine de pièces) ;
- de réduire le temps de développement des nouveaux produits : l’extrême flexibilité de l’outil laser combinée à l’élimination d’outillages spécifiques permet de réaliser rapidement, simplement et économiquement des petites séries ou des pièces spéciales, et de bénéficier d’une plus grande liberté dans l’étude de nouveaux parachèvements ;
- de réduire les coûts en aval du processus de coupe grâce à la répétabilité des pièces et à la grande qualité de la coupe.

L’absence d’actions mécaniques sur la pièce et les dimensions réduites du faisceau laser permettent de minimiser les déformations au bénéfice des tolérances requises lors des opérations d’assemblage suivantes.
La grande flexibilité d’utilisation et les excellentes prestations de coupe que ce soit en termes de vitesse ou bien de qualité, permettent d’employer avec succès la technique Lasertube dans différents secteurs industriels : sous-traitance, automobile, mobilier, véhicules industriels et machines agricoles, design, cadres, équipements sportifs, etc.